# Papaver heterophyllum
Papaver heterophyllum är en vallmoväxtart som först beskrevs av George Bentham, och fick sitt nu gällande namn av George Taylor. Papaver heterophyllum ingår i släktet Papaver och familjen vallmoväxter. Inga underarter finns listade i Catalogue of Life. Arten listades tidigare som enda medlem i vindvallmosläktet (Stylomecon).

## Bildgalleri

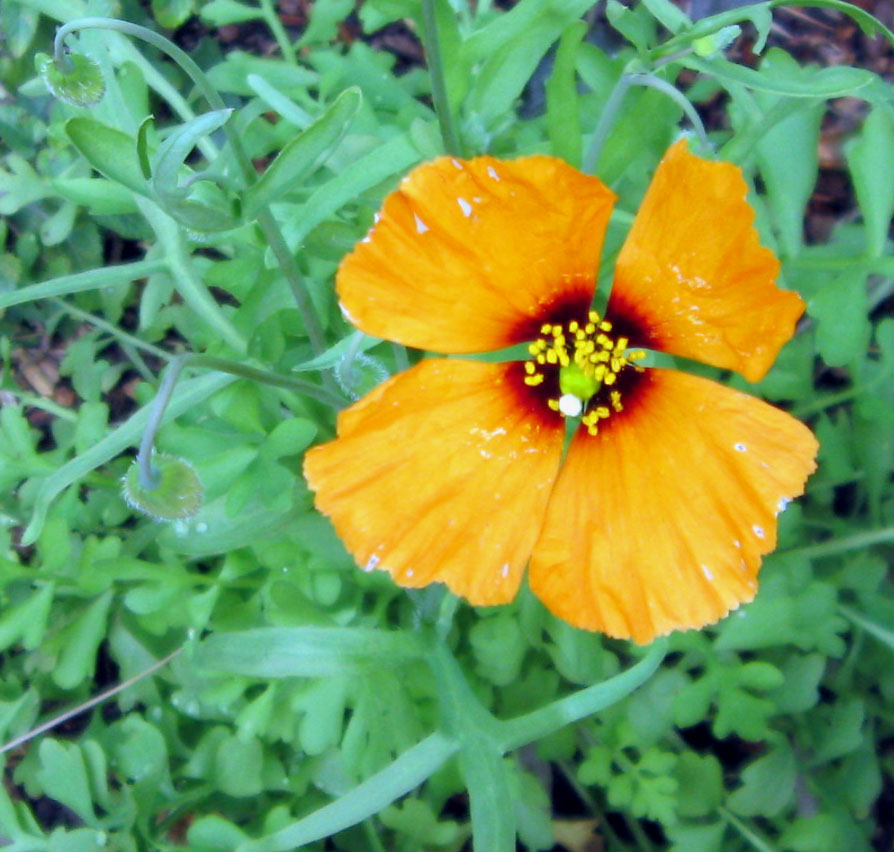